# Vicente Zambada Niebla
 (mai 2021).
Si vous disposez d'ouvrages ou d'articles de référence ou si vous connaissez des sites web de qualité traitant du thème abordé ici, merci de compléter l'article en donnant les références utiles à sa vérifiabilité et en les liant à la section « Notes et références ».
Jesús Vicente Zambada Niebla également connu sous le nom de " El Vicentillo ", né le 24 mars 1975, est un baron de la drogue mexicain et membre de haut rang du cartel de Sinaloa, un groupe criminel basé à Sinaloa. Il est le fils d' Ismael "El Mayo" Zambada, l'un des barons de la drogue les plus recherchés du Mexique.

## Biographie
Zambada Niebla a été arrêté à Mexico le 19 mars 2009 et extradé vers les États-Unis en février 2010 pour être jugé pour des accusations liées au trafic de drogue. Inculpé dans le district nord de l'Illinois en 2009, il est jugé à Chicago en 2013. Zambada Niebla a finalement plaidé coupable et a accepté de coopérer, témoignant contre Joaquin Guzman Loera lors de son procès à Brooklyn, New York, en janvier 2019.  En raison de sa coopération, il a été condamné à 15 ans d’emprisonnement en mai 2019. Lors de son témoignage à New York, Zambada Niebla a raconté l’expédition de tonnes de drogue par son père, Zambada Garcia, et Chapo Guzman chefs du cartel de Sinaloa. Il a également témoigné que le budget de corruption de son père s'élevait souvent à 1 million de dollars par mois, les pots-de-vin allant à de nombreux hauts fonctionnaires mexicains. Il a également accepté de se faire confisquer des actifs de 1,37 milliard de dollars aux États-Unis.
Zambada a été accusé de trafic pour plus d'un milliard de dollars de cocaïne et d' héroïne. Cependant, Zambada affirme qu'il est couvert par un accord d'immunité entre le Mexique et les États-Unis et que, parce que les dirigeants du cartel de Sinaloa ont fourni aux agents fédéraux des informations sur les gangs de drogue rivaux, il devrait être libéré.
L'entente de plaidoyer s'est soldée par une amende de 4 millions de dollars et 10 ans de prison. Il est considéré comme l'un des principaux témoins potentiels contre « El Chapo ».
Le 8 novembre 2018, un accord de plaidoirie a été déposé devant le tribunal de district des États-Unis pour le district de l'Illinois, dans lequel Zambada a plaidé coupable d'avoir collaboré avec El Chapo et d'autres pour importer illégalement aux États-Unis des milliers de kilos de cocaïne.
Zambada et d'autres ont utilisé des avions privés, des sous-marins et des hors-bord pour faire passer la drogue de la Colombie au Mexique, puis aux États-Unis. En échange de la coopération de Zambada, le gouvernement a recommandé des directives de détermination de la peine plus clémentes et que des mesures soient prises pour assurer la sécurité de sa famille.
Celles-ci comprenaient l'autorisation de Zambada et de sa famille de rester en permanence aux États-Unis.

## Famille
Jesús Vicente Zambada Niebla est le fils d' Ismael Zambada García (El Mayo), l'un des principaux dirigeants de l'organisation de trafic de drogue de Sinaloa. Il est également le frère de Midiam Patricia Zambada qui travaille également dans le secteur des narco du cartel de Sinaloa. Il était également marié et père de deux enfants avec l'une des filles d'"El Chapo".